# Inhale, Don't Breathe
Inhale, Don't Breathe es el primer álbum de estudio de la banda de metal progresivo y Groove metal Jinjer. El álbum fue lanzado bajo el sello discográfico The Records Leaders el 15 de febrero de 2012.

## Lista de canciones
| N.º | Título                                          | Duración |  |
| 1.  | «Until The End»                                 | 3:59     |  |
| 2.  | «Waltz»                                         | 3:39     |  |
| 3.  | «Scissors»                                      | 3:23     |  |
| 4.  | «Exposed As A Liar»                             | 3:40     |  |
| 5.  | «My Lost Chance»                                | 3:56     |  |
| 6.  | «Hypocrites & Critics»                          | 3:26     |  |
| 7.  | «Objects In Mirror Are Closer Than They Appear» | 3:07     |  |
| 8.  | «Destroy (Live)»                                | 3:30     |  |
| 9.  | «Scissors (Live)»                               | 3:22     |  |
| 10. | «Waltz (Live)»                                  | 3:14     |  |

## Créditos
Jinjer
- Tatiana Shmaylyuk - vocalista y letrista
- Eugene Abdiukhanov - bajo eléctrico
- Dmitry Oksen - guitarra rítmica
- Roman Ibramkhalilov - guitarra eléctrica
- Oleksandr Koziychuk - batería, percusión

Personal técnico
- Alexander Eliseev - grabación , ingeniero de sonido

Arte
- Drakontas Graphics - Arte del álbum